# هاجيمي تسوتسوى
هاجيمي تسوتسوى (باليابانية: 筒井はじめ؛ بالكانا: つつい はじめ) هو فنان ورسام ومصور ياباني، ولد في 7 ديسمبر 1970 في كاتسوشيكا في اليابان.

## وصلات خارجية
- الموقع الرسمي